# Kammerforst (Renânia-Palatinado)
Kammerforst é um município da Alemanha localizado no distrito de Westerwaldkreis, estado da Renânia-Palatinado.
Pertence ao Verbandsgemeinde de Höhr-Grenzhausen.